# Michael Sack

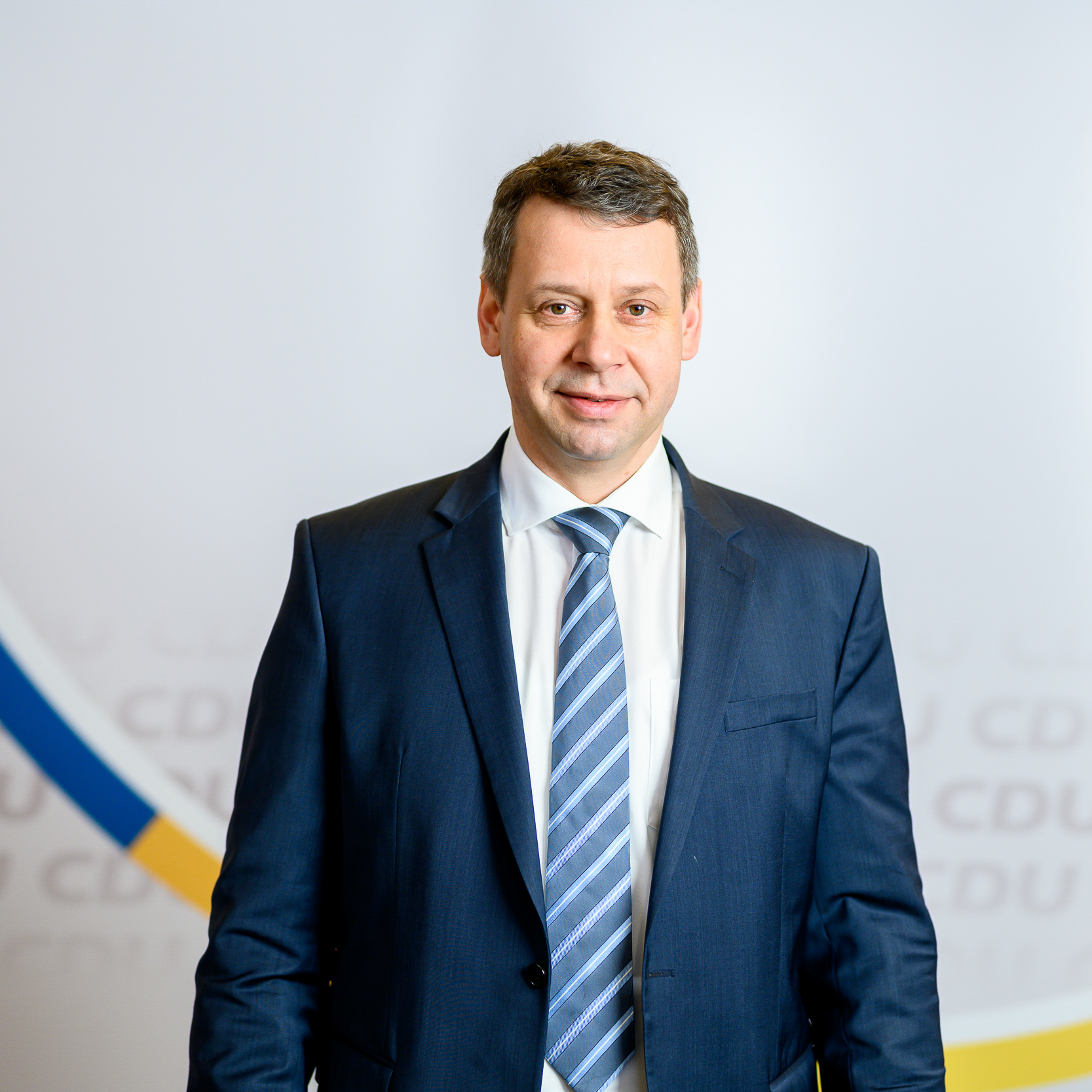
Porträt von Michael Sack

Michael Sack (* 9. August 1973 in Demmin) ist ein deutscher Politiker (CDU) und Landrat im Landkreis Vorpommern-Greifswald. Er war vom 7. August 2020 bis zum 27. September 2021 Landesvorsitzender der CDU Mecklenburg-Vorpommern und war Spitzenkandidat seiner Partei bei der Landtagswahl 2021.

## Leben
Michael Sack wuchs in Groß Toitin bei Jarmen auf. Nach einer Lehre als Bauzeichner absolvierte er ein Studium als Diplom-Bauingenieur. Bis 2010 arbeitete er als Berufsschullehrer.
2010 wurde Michael Sack zum Bürgermeister der Stadt Loitz gewählt und übernahm auch die Leitung der Amtsverwaltung des Amtes Peenetal/Loitz. Im folgenden Jahr wurde er zum Kreistagspräsidenten des im Zuge der Kreisgebietsreform Mecklenburg-Vorpommern 2011 neu geschaffenen Landkreises Vorpommern-Greifswald gewählt. Bei der Bürgermeisterwahl 2017 in Loitz wurde er mit 94 Prozent der Stimmen bei einer Wahlbeteiligung von 54,92 Prozent wiedergewählt.
Im Dezember 2017 nominierte ihn der CDU-Kreisverband Vorpommern-Greifswald zum Kandidaten für die Landratswahl 2018. Bei der Wahl am 27. Mai 2018 erhielt Michael Sack mit 41,5 Prozent (26.675 Stimmen) die meisten Stimmen vor dem Kandidaten der AfD, Axel Gerold, der 15,7 Prozent (10.078 Stimmen) erreichte, und dem Einzelbewerber Dirk Scheer mit 15,1 Prozent (9703 Stimmen). Die Kandidaten von SPD (Monique Wölk) und den Grünen (Ulrike Berger) erreichten 12,5 Prozent bzw. 11,4 Prozent der Stimmen. Die Wahlbeteiligung lag bei 32,3 Prozent. Bei der erforderlichen Stichwahl am 10. Juni 2018 setzte sich Michael Sack mit 79,5 Prozent (38.844 Stimmen) gegen Axel Gerold durch, der 20,5 Prozent (10.002 Stimmen) erreichte, bei einer Wahlbeteiligung von 24,6 Prozent.
Im Oktober 2018 trat Michael Sack sein Amt als Landrat an. Am 19. Juni 2020 wurde – nach Philipp Amthors Rückzug von der Kandidatur für den Landesvorsitz der CDU Mecklenburg-Vorpommern – bekanntgegeben, dass an seiner Stelle Sack kandidieren wird. Auf einem Sonderparteitag in Güstrow am 7. August 2020 wurde Sack mit 94,8 % der Stimmen zum Landesvorsitzenden gewählt. Nach einem schlechten Abschneiden der CDU Mecklenburg-Vorpommern bei der Landtagswahl 2021 trat Sack am 27. September 2021 einen Tag nach der Wahl von seinem Posten als Landesvorsitzender zurück und verzichtete auf sein Landtagsmandat.
Er kandidierte 2025 bei der Landratswahl im Landkreis Vorpommern-Greifswald und wurde im zweiten Wahlgang mit 61,4 Prozent der Stimmen wiedergewählt.

## Privates
Michael Sack ist verheiratet und hat drei Kinder.